# Dicliptera capensis
Dicliptera capensis är en akantusväxtart som beskrevs av Christian Gottfried Daniel Nees von Esenbeck. Dicliptera capensis ingår i släktet Dicliptera och familjen akantusväxter. Inga underarter finns listade i Catalogue of Life.